# 隆特里鎮區 (堪薩斯州麥克弗森縣)
隆特里鎮區（英語：Lone Tree Township）為美國堪薩斯州麥克弗森縣轄下的鎮區。2010年美国人口普查中此鎮區人口有475人。

## 地理
隆特里鎮區涵蓋總面積為93.8平方（36.22平方英里），其中陸地面積為93.8平方（36.22平方英里），水域面積為0平方（0.00平方英里）或0.00%。

## 人口統計
根據2010年美國人口普查，隆特里鎮區人口有475人，其中男性有232人，女性有243人，人口密度為每平方公里5.07人，住房計169戶。鎮區內的白人有464人，非裔美國人有0人，美洲原住民有3人，亞裔美國人有1人，太平洋島裔美國人有0人，其他種族有2人，混血種族則有5人。此外鎮區內有4人為西班牙裔或拉丁裔美國人。此鎮區之年齡中位數為34.9歲，而男性年齡中位數為34.8歲，女性年齡中位數為35.5歲。

## 交通

### 主要公路
- 135號州際公路